# 1826 Miller

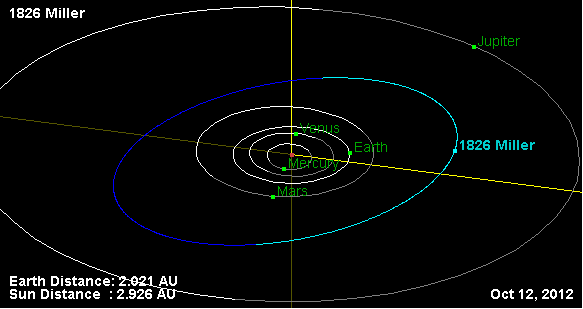

1826 Miller è un asteroide della fascia principale del diametro medio di circa 24,41 km. Scoperto nel 1955, presenta un'orbita caratterizzata da un semiasse maggiore pari a 2,9955725 UA e da un'eccentricità di 0,0820376, inclinata di 9,23225° rispetto all'eclittica.
L'asteroide è dedicato all'imprenditore statunitense John A. Miller (1872-1941), fondatore del Dipartimento di Astronomia dell'Università dell'Indiana e primo direttore dell'Osservatorio Kirkwood, da lui costruito e nominato in onore del suo professore Daniel Kirkwood. Costruì inoltre l'Osservatorio Sproul.